# Set-Valued and Variational Analysis
Set-Valued and Variational Analysis is een internationaal, aan collegiale toetsing onderworpen wetenschappelijk tijdschrift op het gebied van de toegepaste wiskunde.
De naam wordt in literatuurverwijzingen meestal afgekort tot Set-Valued. Var. Anal.
Het tijdschrift is opgericht in 1993.
Het wordt uitgegeven door Springer Science+Business Media en verschijnt vier keer per jaar.